# Adolph and Esther Gottlieb Foundation
 Adolph and Esther Gottlieb Foundation ist eine Stiftung, die jährlich Kunstpreise vergibt.
Seit 1976 gewährt die  Adolph- and Esther Gottlieb Foundation Malern, Bildhauern und Künstlern, die mit Drucktechniken arbeiten, einen individuellen Zuschuss, wenn sie seit mindestens 20 Jahren professionell arbeiten und finanzielle Hilfe benötigen. Für den Zuschuss können sich Künstler (aus allen Ländern) bis zum 15. Dezember bewerben.  Pro Jahr werden 12 Zuschüsse vergeben.
Die Gottlieb Foundation hat ein Hilfsprogramm für Künstler, die mindestens seit 10 Jahren intensiv als Maler oder Bildhauer tätig sind. Bei akuter Hilfsbedürftigkeit, z. B. nach Flut, Feuer oder medizinischen Notfällen kann ein individueller Zuschuss beantragt werden.
Stipendiaten sind Knox Martin and Julie Umerle.